# Гладков Микола Олексійович (секретар обкому)
Микола Олексійович Гладков (28 грудня 1908, місто Муром, тепер Владимирської області, Російська Федерація — ?) — радянський партійний діяч, 2-й секретар Херсонського обласного комітету КП(б)У.

## Біографія
Член ВКП(б) з 1928 року.
Перебував на відповідальній партійній роботі.
На 1942—1943 роках — відповідальний організатор ЦК ВКП(б) заводу № 701 Народного комісаріату чорної металургії СРСР.
У квітні 1944 — вересні 1947 року — 3-й секретар Херсонського обласного комітету КП(б)У.
У вересні (затв.) 1947 — вересні 1949 року — 2-й секретар Херсонського обласного комітету КП(б)У.
З вересня 1949 року навчався у Вищій партійній школі при ЦК ВКП(б) у Москві. 
Подальша доля невідома.

## Звання
- майор

## Нагороди
- орден Трудового Червоного Прапора (23.01.1948)
- орден «Знак Пошани» (15.01.1943)
- ордени
- медаль «За оборону Москви»
- медаль «За перемогу над Німеччиною у Великій Вітчизняній війні 1941—1945 рр.» (1945)
- медалі